# Borcz
Borcz (dodatkowa nazwa w języku kaszub. Bórcz, niem. Bortsch) – wieś kaszubska w Polsce położona w województwie pomorskim, w powiecie kartuskim, w gminie Somonino, przy drodze krajowej nr 20 Stargard - Szczecinek - Gdynia, na turystycznym szlaku Wzgórz Szymbarskich. 
W latach 1975–1998 wieś administracyjnie należała do województwa gdańskiego.
Siedziba sołectwa Borcz, w skład którego wchodzą również: Borcz-Leśniczówka, Mały Dwór i Patoka.
W Borczu znajduje się dwór (obecnie przekształcony na hotel) z parkiem, a na północ od miejscowości położony jest  rezerwat przyrody Jar Rzeki Raduni.

W obszar wsi wchodzą
| Integralne części wsi Borcz | Integralne części wsi Borcz | Integralne części wsi Borcz |
| SIMC                        | Nazwa                       | Rodzaj                      |
| --------------------------- | --------------------------- | --------------------------- |
| 0172391                     | Borcz-Leśniczówka           | część wsi                   |
| 0172400                     | Mały Dwór                   | część wsi                   |

## Nazwa miejscowości
Wieś pierwszy raz wzmiankowana w czasach książąt pomorskich, w 1241 r. w formie Borzce, którą to formę należy oddać w postaci Borzec, co uwzględniając zasady słowotwórcze oznacza 'mały bór'. Przejście formy Borzec do Borcz dokonało się pod wpływem niemieckim. Z kolei urzędowa nazwa niemiecka oddawała tę samą nazwę, tylko w swojej pisowni Bortsch.

## Historia miejscowości
Wieś z pewnością istniała już w XIII wieku. Najprawdopodobniej została spustoszona i opuszczona (villa deserta) podczas wojny trzynastoletniej,  bo nie wspomina jej inwentarz z lat 1570-1571. Pojawia się w inwentarzu z roku 1648 z właścicielami ziemskimi Jerzym Burskim i Stanisławem Pawłowskim. Pod koniec XVII wieku dobra borskie wraz z dobrami w Leźnie nabyli Przebendowscy.
Na koniec 1892 r. w Borczu mieszkało 195 osób, 165 Kaszubów (159 katolików i 6 ewangelików) oraz 30 Niemców ewangelików.
Z kolei w roku 1913 było 275 mieszkańców. W majątku funkcjonowała parowa gorzelnia. Jego właścicielem był Gregor Hoene z Leźna, a zarządcą Oskar Arke.
W czasie II wojny zarządcą majątku był pochodzący z rodziny gdańskich patrycjuszy z ul. Piwnej (Höhne Haus) Albert Höhne, wstawiający się u władz niemieckich za aresztowanymi i wytypowanymi do deportacji Polakami oraz otaczający ochroną miejsca kultu religijnego.

## Zabytki
Według rejestru zabytków NID na listę zabytków wpisany jest -zespół dworski i folwarczny z XIX/XX w., nr rej.: 1047 z 20.07.1988:
- dwór, 1911
- park
- folwark: magazyn, 2 budynki inwentarskie i gorzelnia.

Zespół dworski i folwarczny w Borczu
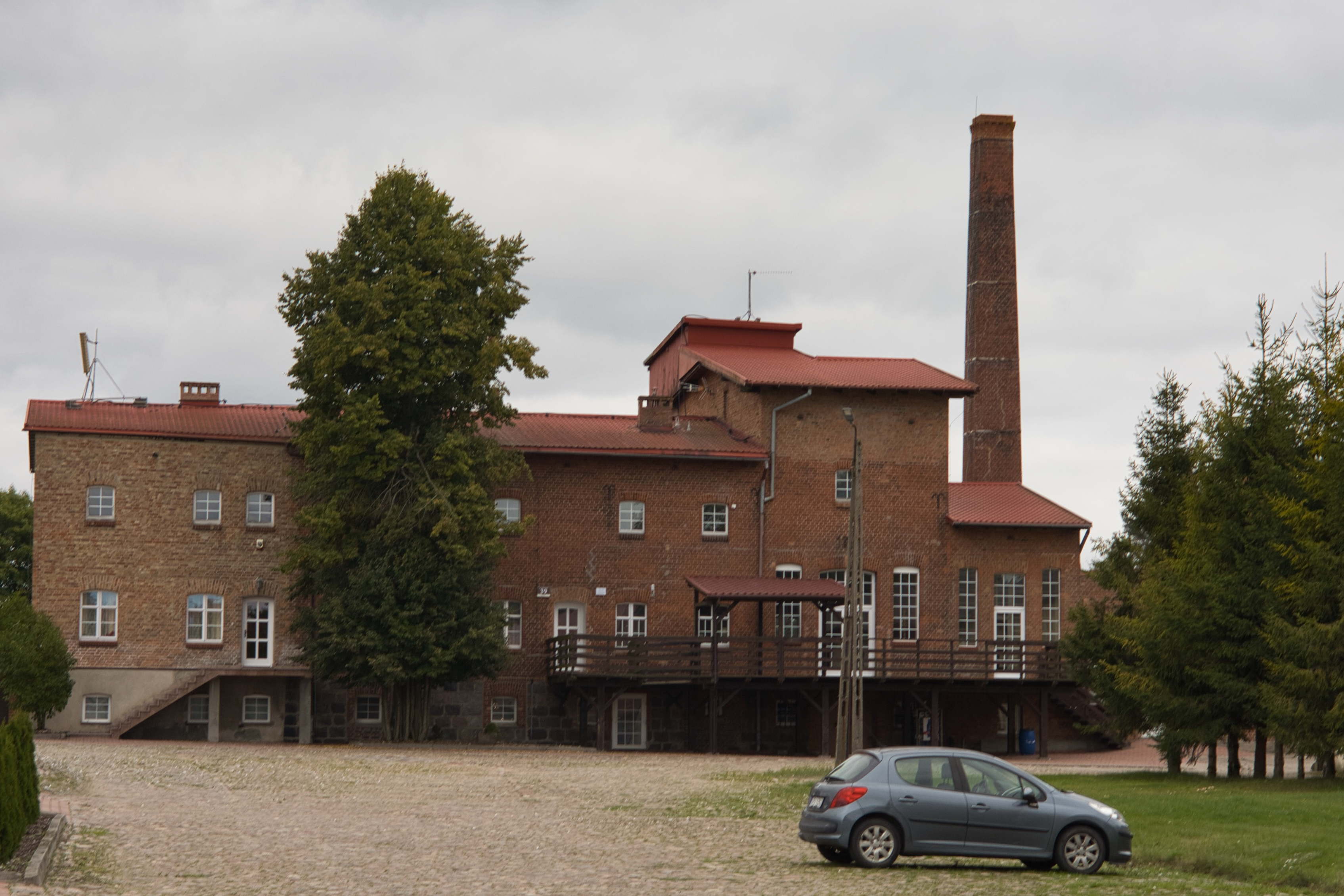
Gorzelnia
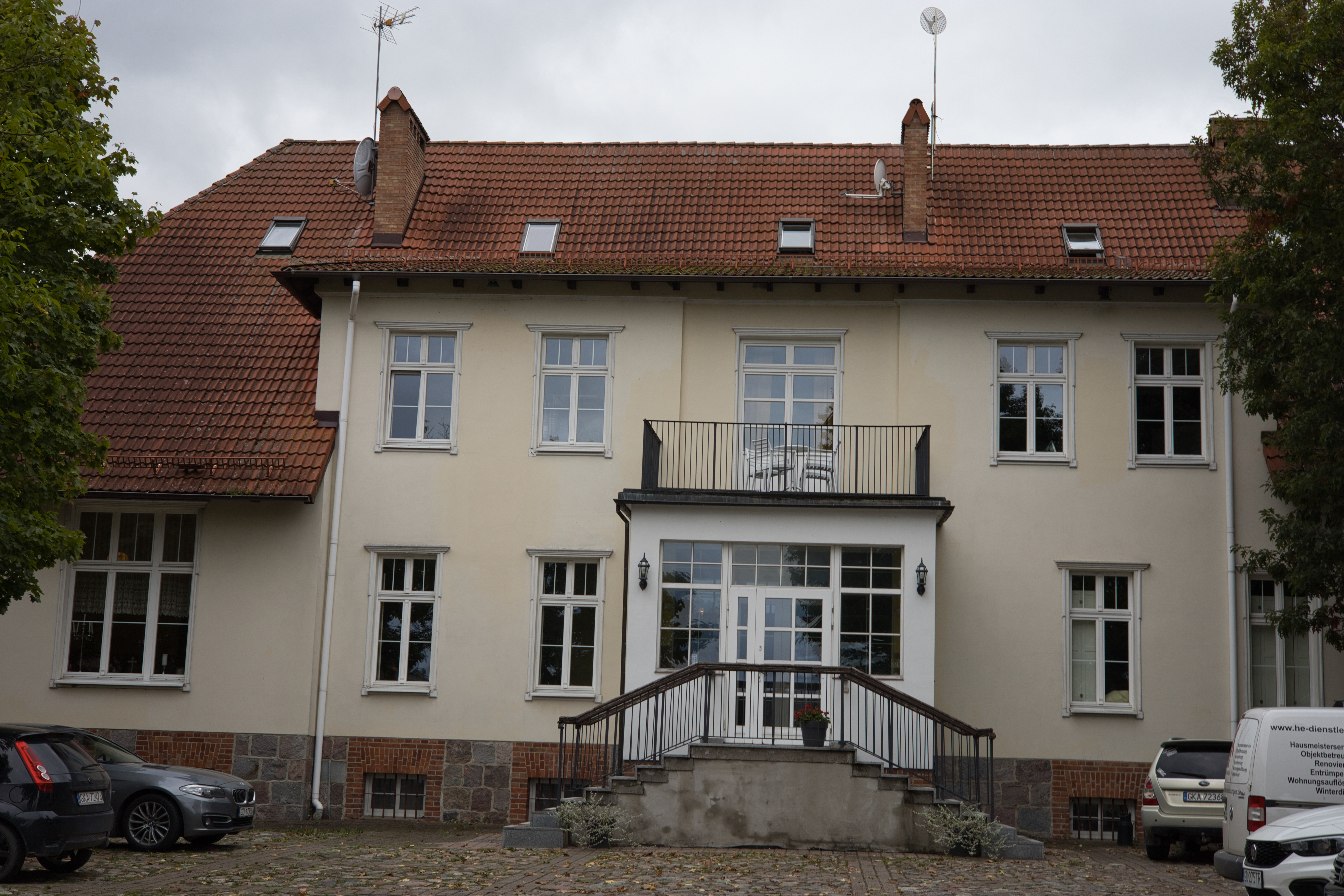
Dwór w Borczu
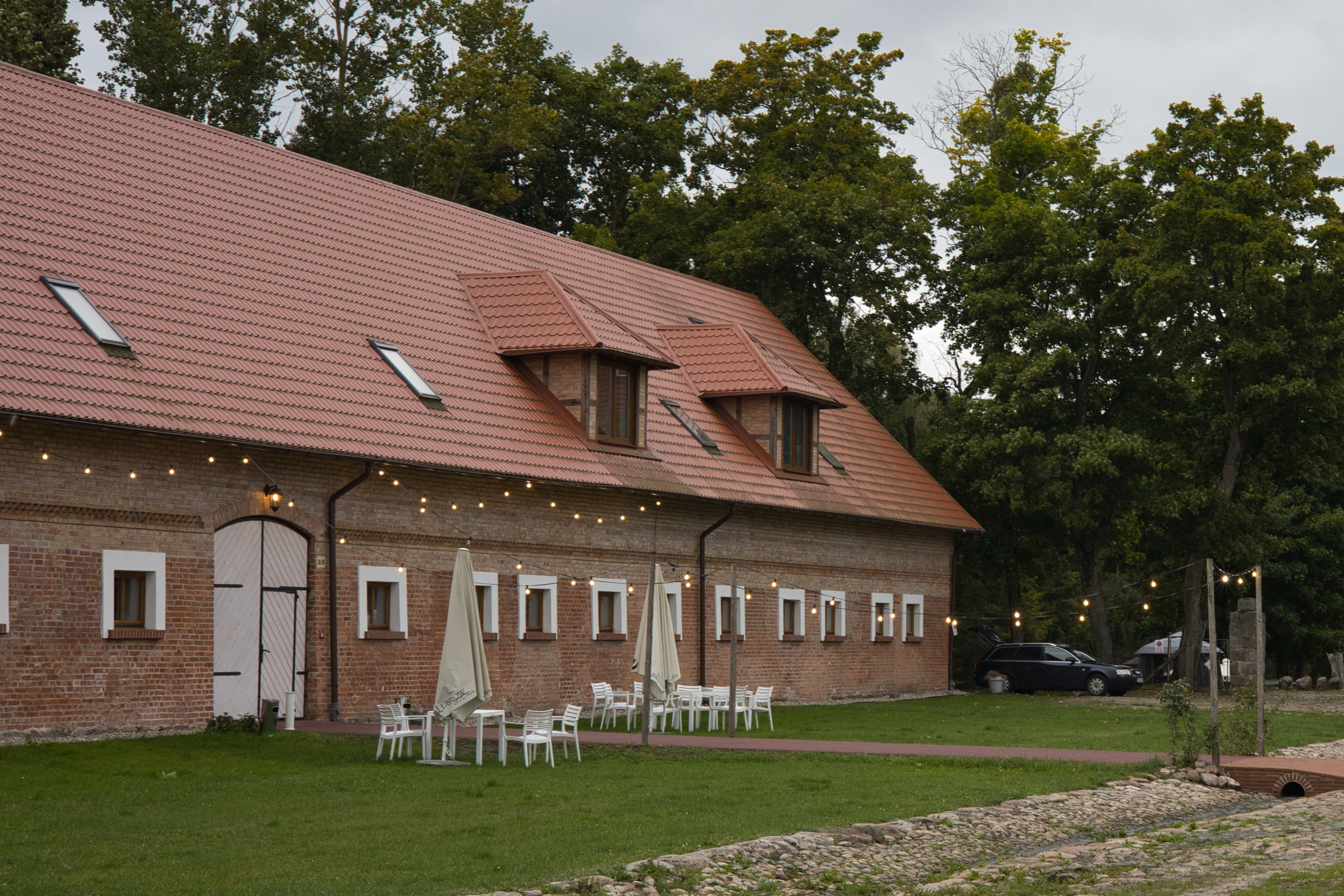
Budynek inwentarski
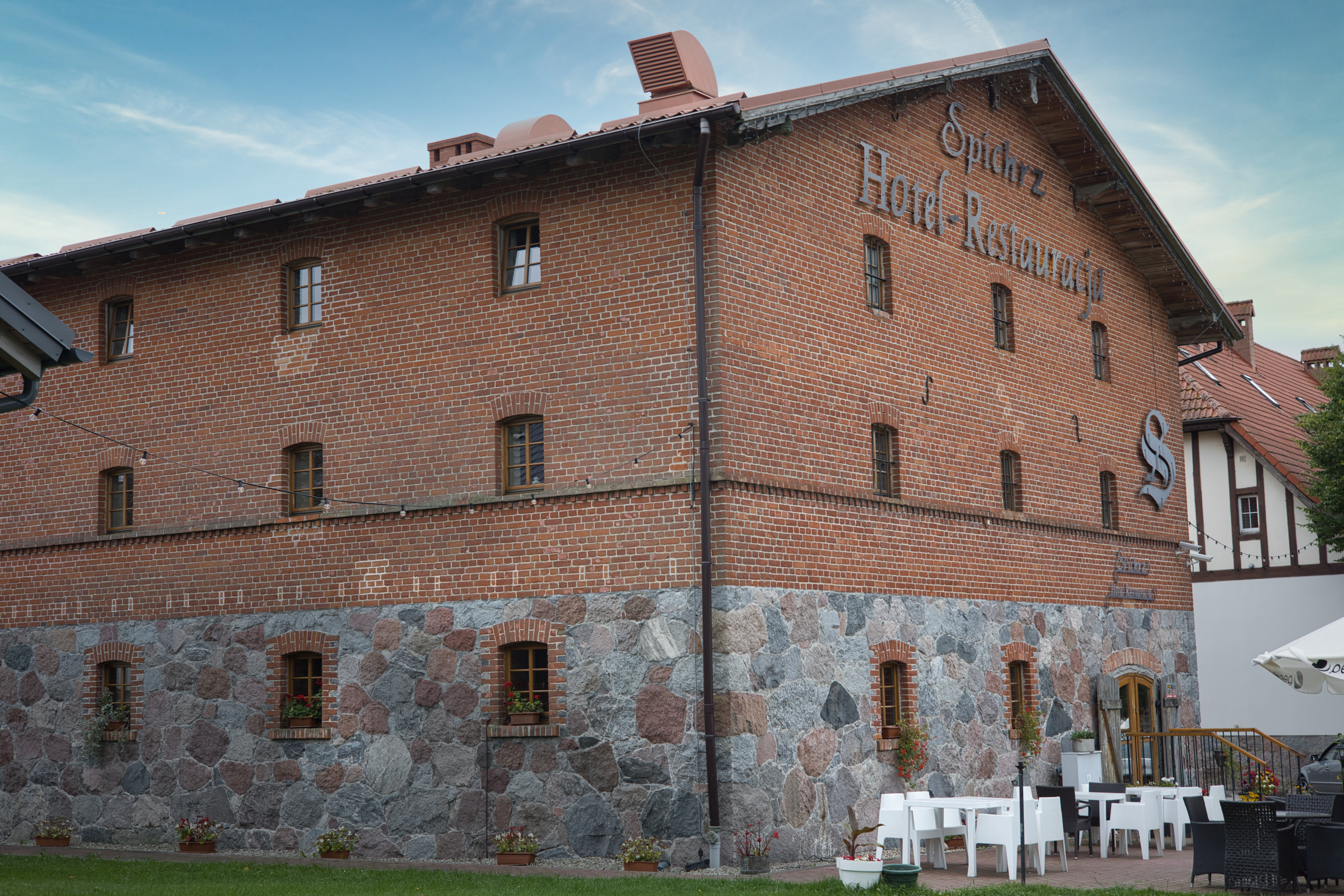
Magazyn
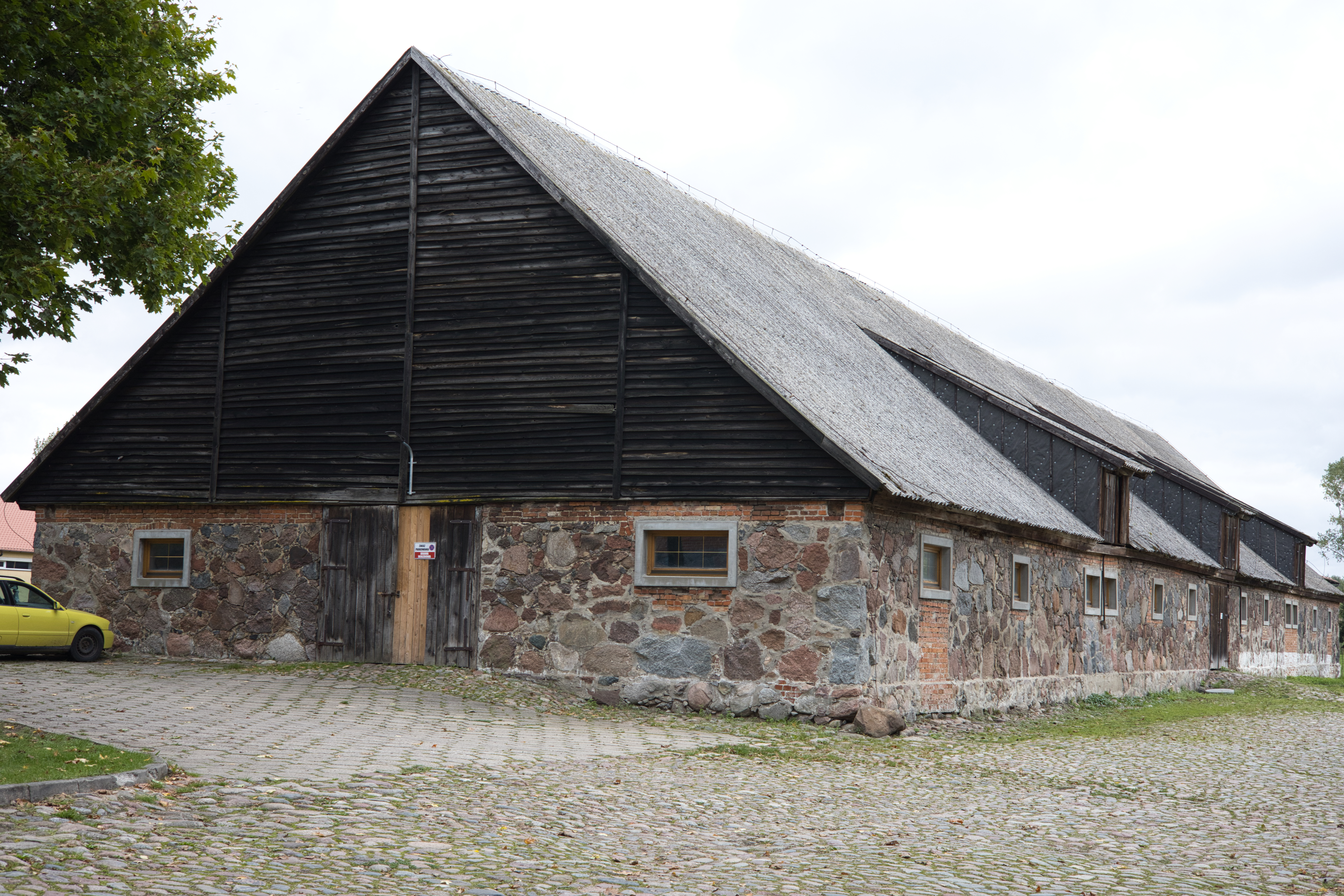
Budynek inwentarski